# Tom Riker
Thomas E. Riker, detto Tom (Rockville Centre, 28 febbraio 1950), è un ex cestista statunitense, professionista nella NBA.

## Carriera
Venne selezionato dai New York Knicks al primo giro del Draft NBA 1972 (8ª scelta assoluta).

## Palmarès
- NCAA AP All-America First Team (1972)